# Hubert Parot
Hubert Parot (Athis-Mons, 23 de maio de 1933 — Fontainebleau, 14 de janeiro de 2015) foi um ginete e instrutor francês, especialista em saltos, campeão olímpico.

## Carreira
Hubert Parot representou seu país nos Jogos Olímpicos de Verão de 1972 a 1976, na qual conquistou a medalha de ouro nos salto por equipes em 1976.